# الحركة الاجتماعية الإيطالية
كانت الحركة الاشتراكية الإيطالية، التي أعيد تسميتها في عام 1972 إلى الحركة الاشتراكية الإيطالية – اليمين القومي، حزبًا سياسيًا وطنيًا محافظًا وقوميًا وفاشيًا جديدًا في إيطاليا.
مع تشكلها في عام 1946 من قبل أنصار الدكتاتور السابق بينيتو موسوليني، الذين كان معظمهم قد شارك في تجربة الجمهورية الاشتراكية الإيطالية والحزب الجمهوري الفاشي، أصبحت الحركة الاشتراكية الإيطالية رابع أكبر حزب في إيطاليا بحلول مطلع ستينيات القرن العشرين. منذ أواخر أربعينيات القرن العشرين وعلى امتداد خمسينياته، منح الحزب دعمًا محليًا غير رسمي وفي نهاية المطاف دعمًا وطنيًا للديمقراطيين المسيحيين الذين كانوا يشاركونه أيديولوجيا مناهضة للشيوعية. في أوائل ستينيات القرن العشرين، بات الحزب هامشيًا في السياسة الإيطالية، ولم يبدأ بنيل بعض الاعتراف السياسي سوى بشكل تدريجي في ثمانينيات القرن العشرين.
كان هناك منافسة داخلية بين الجناح المعتدل ضمن الحزب والجناح الراديكالي. قاد الراديكاليون الحزب خلال سنوات تشكله تحت قيادة جورجيو ألميرانتي، في حين آلت السيطرة للمعتدلين في خمسينيات القرن العشرين وستينياته. اتسمت عودة ألميرانتي كزعيم في عام 1969 باستراتيجية الخيمة الأكبر. أخيرًا، في عام 1987، آلت قيادة الحزب إلى جيانفرانكو فيني، الذي تحول الحزب تحت قيادته إلى التحالف القومي في عام 1995. في تلك المناسبة اختلفت أقلية صغيرة، بقيادة بينو راوتي، مع المسار الجديد وشكلت حزب اللهب ثلاثي الألوان عوضًا عنه.

## الخلفية
استمدت الحركة الاشتراكية الإيطالية اسمها وأفكارها من الجمهورية الاشتراكية الإيطالية، وهي شكل «عنيف تشريكي وجمهوري ثوري» من الفاشية تأسس كدولة دمية نازية من قبل بينيتو موسوليني في عام 1943 في الجزء الشمالي من شبه الجزيرة الإيطالية خلف خطوط جبهات ألمانيا النازية. ألهم الحزب المهيمن للجمهورية، حزب موسوليني الفاشي الجمهوري، تأسيس الحركة الاشتراكية الإيطالية. كان الحزب قد تشكل من قبل زعماء فاشيين سابقين ومحاربين قدامى في الجيش الفاشي للجمهورية، واعتُبر خلفًا لكل من الحزب الفاشي الجمهوري وأيضًا للحزب الفاشي القومي الأصلي. بالرغم من ذلك حاولت الحركة الاشتراكية الإيطالية إضفاء طابع حداثي على العقيدة الفاشية وتنقيحها لتتخذ طابعًا أكثر اعتدالًا وأكثر تعقيدًا. وتبنت أيضًا عناصر من الموقف المناهض للشيوعية وللمؤسسة الخاص بحزب جبهة الرجل العادي المعارض الشعبوي في فترة ما بعد الحرب، وكان العديد من داعميه الأصليين سيجدون في الحركة الاشتراكية الإيطالية بيتًا لهم بعد تفكك الحزب في عام 1949. 

## التاريخ

### السنوات الأولى (1946-1954)
أنشئت الحركة الإيطالية للوحدة الاشتراكية في 12 نوفمبر من عام 1946 على يدي جيورجيو ألميرانتي والمحاربين القدامى الفاشيين السابقين في الجمهورية الاشتراكية الإيطالية لكي تمنح دورًا رسميًا لممثليها، الذين كان من المفترض أن يحضروا اجتماعًا في 26 ديسمبر في مكتب أرتورو ميكليني.
تأسست الحركة الاشتراكية الإيطالية رسميًا في 26 ديسمبر 1946 في روما من خلال اندماج جماعات سياسية صغيرة: الحركة الإيطالية للوحدة الاشتراكية وجبهة الإيطاليين وجبهة العمل ونقابة عمال السكك الحديد الإيطالية ومجموعة قدامى المحاربين المستقلين. أصبح المسؤول السابق في الجمهورية الاشتراكية الإيطالية جيورجيو ألميرانتي الزعيم الأول للحزب. كانت الأهداف الرئيسية الثلاثة للحزب إحياء فاشية موسوليني ومهاجمة الديمقراطية الإيطالية ومحاربة الشيوعية. إلا أنه نظرًا إلى الإجماع المناهض للفاشية الذي تجسد في الدستور الإيطالي في فترة ما بعد الحرب والاتفاقيات مع قوات الحلفاء، فإنه كان ثمة ضرورة للدعوة إلى العودة إلى الفاشية بتكتم. على الرغم من أن الحركة الاشتراكية الإيطالية كيفت نفسها مع قيود البيئة الديمقراطية، كانت أيديولوجيتها الواضحة معادية للديمقراطية الليبرالية ومضادة لها، ونتيجة لذلك استُبعدت الحركة من قوس الدستور، واعتُبرت دوائر الأحزاب حاصلة على الشرعية لتحكم، كما كان الشيوعيون بعد عام 1947.
نالت الحركة الاشتراكية الإيطالية دعمًا ماليًا من رجال أعمال أثرياء وملاك الأراضي الذين كانوا يخشون استيلاء حزب شيوعي على السلطة في إيطاليا إما عبر ثورة داخلية أو عبر هيمنة القوات السوفييتية. في الانتخابات العامة الأولى لعام 1948، فاز الحزب الفاشي الجديد بسبعة نواب وعضو في مجلس الشيوخ. إلا أنه سرعان ما شهدت الحركة الاشتراكية الإيطالية صراعات داخلية متزايدة بين المحافظين، الذين سعوا للمشاركة في حلف شمال الأطلسي والتحالفات السياسية مع الملكيين والديمقراطيين المسيحيين، والمتشددين الذين أرادوا أن يتحول الحزب إلى برنامج مناهض لأمريكا وللمؤسسة. استُبدل ألميرانتي كزعيم للحزب في عام 1950 بسبب موقفه المتشدد المناهض لحلف شمال الأطلسي. وحل محله في المنصب أغوستو دي مارسانيتش المحافظ، الذي حقق الحزب تحت قيادته بعض المكاسب الانتخابية القوية. 

### أرتورو ميتشليني (1954-1969)
في عام 1954 وبعد مرور أربعة أعوام، حل أرتورو ميتشليني محل دي مارسانيتش. سيطرت العناصر المحافظة على الحزب في خمسينيات وستينيات القرن العشرين، وحافظت على مسار معتدل نوعًا ما. بحلول نهاية خمسينيات القرن العشرين، كانت الحركة الاشتراكية الإيطالية قد باتت رابع أكبر حزب في إيطاليا، وكان نظام الأحزاب الإيطالي استثنائيًا في أوروبا من ناحية الوجود المستمر والبارز للفاشية الجديدة منذ نهاية الحرب العالمية الثانية. أتى ميتشليني باستراتيجية إنسيرمينتو (الإدماج) خلال تزعمه للحزب، التي كانت تنطوي على نيل القبول من خلال التعاون مع الأحزاب الأخرى ضمن إطار عمل الديمقراطية الليبرالية. مع استيائهم من تركيز الحركة الاشتراكية الإيطالية على النزعة البرلمانية ومحاولاتهم إعطاء صورة عن الاحترام الديمقراطي، شرع الراديكاليون في إنشاء عدة مجموعات منشقة. انشق بينو راوتي وآخرون في عام 1956 لتأسيس منظمة أوردين نوفو، في حين أسس ستيفانو ديلي شياي الطليعة القومية في عام 1960. 
في السياق الأوسع للحرب الباردة، حلت مناهضة الشيوعية محل مناهضة الفاشية كمبدأ ثابت للجمهورية الإيطالية، وبدأ الديمقراطيون المسيحيون بقبول الدعم من الحزب (إلى جانب الملكيين والليبراليين) لدعم حكومات الأقليات التي أسسوها بعد الانتخابات العامة لعام 1958. في أواخر الأربعينيات من القرن العشرين، وافق الديمقراطيون المسيحيون، على مضض إلى حد ما، على تلقي الدعم من الحركة الاشتراكية الإيطالية بهدف إبقاء الشيوعيين خارج مجلس المدينة الروماني. 
في مارس من عام 1960، باتت الحركة الاشتراكية الإيطالية الداعم الوحيد لحكومة تامبروني الأقلية الديمقراطية المسيحية، الأمر الذي كان له تداعيات سياسية هائلة. مع تزايد المخاوف بشأن الدور المتنامي للحزب في السياسية الإيطالية، شاعت أعمال الشغب بين مؤيدي الفاشية الجديدة واليساريين الراديكاليين. اندلعت في المدينة احتجاجات مسلحة مناهضة للفاشية في 30 يونيو بعد سريان أخبار أن المؤتمر الوطني للحركة الاشتراكية الإيطالية كان على وشك الانعقاد في جنوة في يوليو من عام 1960 للاحتفال بإنجاز إستراتيجية إنسيرمينتو. امتدت تلك التجمعات إلى مدن إيطالية أخرى خلال الأسبوعين التاليين، مما أدى إلى اشتباكات عنيفة ومميتة في بعض الأحيان مع الشرطة. نتيجة لذلك حظرت الحكومة انعقاد المؤتمر، واستقالت في نهاية المطاف في 27 يوليو. مثّل هذا الحدث النهاية الفاشلة لاستراتيجية إنسيرمينتو، وبداية التدهور الطويل للحزب. بعد انتصار حكومة يسار الوسط في عام 1963، لم يعد الديمقراطيون المسيحيون بحاجة إلى الدعم البرلماني من الحركة الاشتراكية الإيطالية، واضطر الحزب بشكل قاطع للعودة إلى «الغيتو السياسي». وهكذا أصبحت العودة إلى اللعبة السياسية الهدف الرئيسي للحركة في العقود التالية. ويُعتبر زوال الاستراتيجية عاملًا مساعدًا في تطرف الجماعات العنيفة المنشفة مثل أوردين نوفو.